# Георги Маринов (БКП)
Георги Георгиев Маринов е български политик от БКП.

## Биография
Роден е на 21 февруари 1924 г. в ловешкото село Орешак. От 1948 г. е член на БКП. През 1953 г. завършва Държавната политехника. От 1955 до 1958 г. е началник на строеж в Медодобивния комплекс в Пирдоп. Между 1959 и 1960 г. е ръководител на строежа на Завода за акумулатори в Пазарджик. В периода 1961 – 1970 г. е заместник-министър на строежите. По същото време е член на Изпълнителното бюро на ЦК на Профсъюза на работниците от строителството и строителната промишленост. От 1971 до 1973 г. е генерален директор на ДСО „Гражданско строителство“. След това от 1973 до 1979 г. е заместник-министър на строителството и архитектурата. С указ № 1130 от 11 юли 1975 г. е обявен за герой на социалистическия труд. През 1980 г. е направен пълномощник на ЦК на БКП и Министерския съвет за изграждане на обекти, свързани с микроелектрониката. В периода 25 април 1971 – 1975 г. е кандидат-член на ЦК на БКП. Бил е член на Градския комитет на БКП в София и на Изпълнителния комитет на градския народен съвет. Награждаван е с ордените „Червено знаме на труда“ (1958, 1960, 1961), „Георги Димитров“ (1963), „Народна република България“ II ст. (1964), „9 септември 1944 г.“ I ст. (1974).